# 東京学芸大学
東京学芸大学（とうきょうがくげいだいがく、英語: Tokyo Gakugei University）は、東京都小金井市貫井北町四丁目1番1号に本部を置く日本の国立大学。1873年創立、1949年大学設置。大学の略称は学芸大、学芸、学大。

## 概説
1949年（昭和24年）にそれまでの東京府立の東京府師範学校や東京府女子師範学校から派生した4つの師範学校（東京第一師範学校・同女子部、東京第二師範学校・同女子部、東京第三師範学校、東京青年師範学校）を母体に統合してできた大学である。
全国の教員養成機関は、それまでの「師範学校」（ノーマル・スクール）から米国のリベラル・アーツ・カレッジに倣って大学に昇格したため、それを日本語に訳した「学芸大学」「学芸学部」を名乗っていた。1966年（昭和41年）の法律の改正に伴い、大学の性格をより明確化した「教育大学」「教育学部」へと一斉に改称した。しかし、都内には東京教育大学（現：筑波大学）が既に存在していたため、大学名「東京学芸大学」はそのままで、「学芸学部」を「教育学部」に、「学芸専攻科」を「教育専攻科」（1988年（昭和63年）廃止）に変更するにとどまった。筑波大学の設置に伴い、その前身校である東京教育大学が1978年に廃止されたが、その際も東京学芸大学が東京教育大学へ改称されることはなかった。
また、同年には大学院教育学研究科（修士課程）が設置された。
1988年に、それまでの幼稚園・小学校・中学校・高等学校などの教員を養成する「教育系（現在の学校教育教員養成課程）」に加えて、教員免許状の取得を必須としない「教養系（現在の教育支援課程）」（いわゆるゼロ免課程）が発足した。これにより幼・小・中・高の教員だけでなく、多様な方面へも人材を輩出している。
1996年（平成8年）には、本学と埼玉大学、千葉大学、横浜国立大学の教育学部（教育人間科学部）および教育学研究科からなる「東京学芸大学大学院連合学校教育学研究科」が設置された。これは、兵庫教育大学大学院連合学校教育学研究科（兵庫教育大学、上越教育大学、鳴門教育大学、岡山大学）とともに、国内で初めて教員養成系大学・学部に設置された博士課程である。
教育学の実践研究および教育実習を行う機関として、合計12の附属学校・園を併設している。内訳は附属幼稚園1園（2園舎）、附属小学校4校、附属中学校3校、附属高等学校1校、附属国際中等教育学校1校、附属特別支援学校1校である。

## 歴史

### 師範学校時代

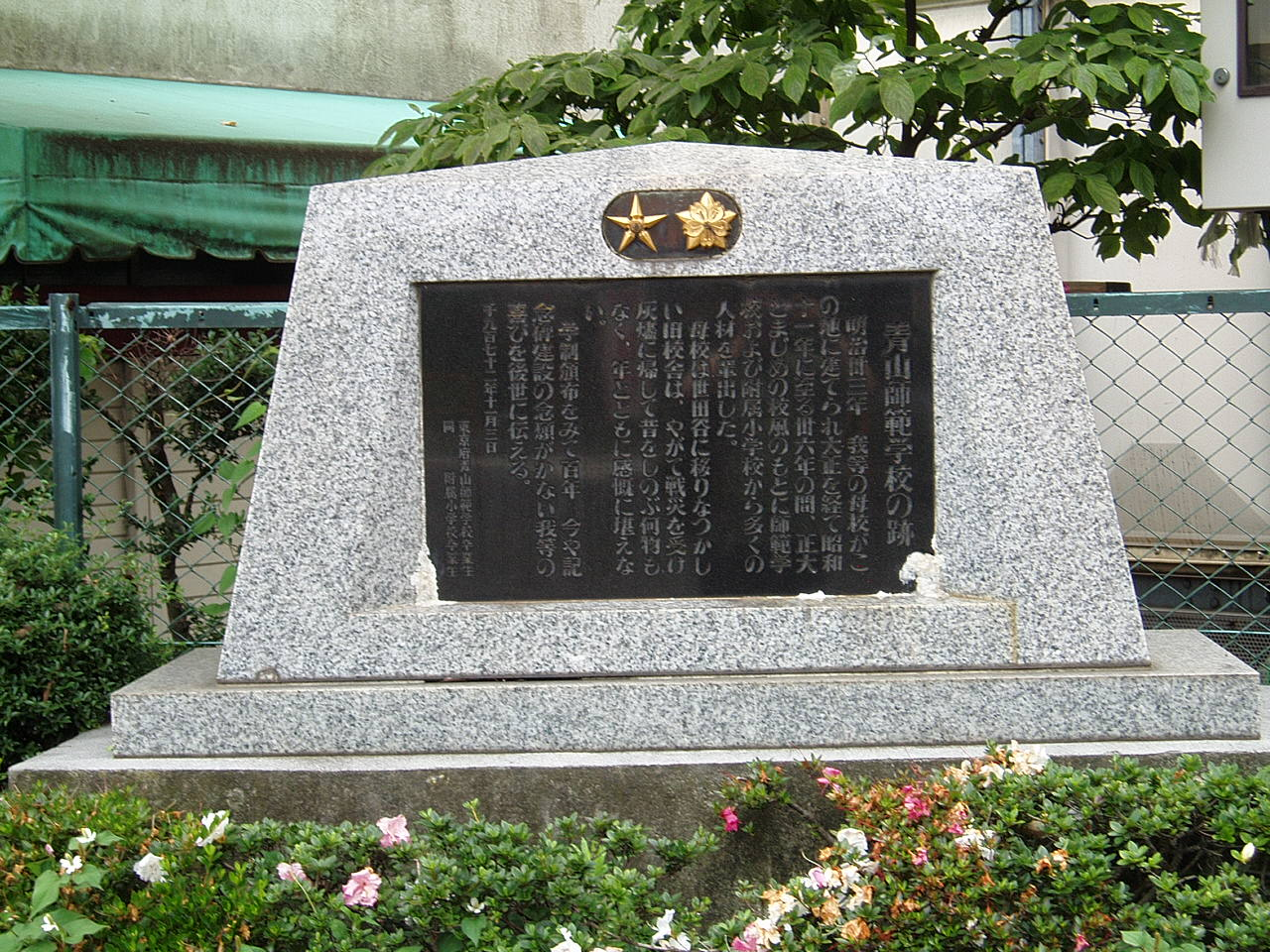
東京府青山師範学校跡の碑。後の東京第一師範学校

東京第一師範学校 - 東京第一師範学校#沿革も参照。
- 1873年（明治6年）- 「東京府小学教則講習所」開設。
- 1876年（明治9年）- 「東京府小学師範学校」に改称。同年内に「東京府師範学校」に改称。
- 1887年（明治20年）- 師範学校令（1886年〈明治19年〉公布）の施行により、「東京府尋常師範学校」に改称。
- 1897年（明治30年） 師範教育令（1897年〈明治30年〉公布）の施行により、「東京府師範学校」に改称。
- 1900年（明治33年）-　「東京府女子師範学校」（女子師範）が開校。
- 1908年（明治41年）- 東京府豊島師範学校の新設により、「東京府青山師範学校」に改称。
- 1943年（昭和18年）- 師範教育令の改正が行われる。
  - 東京府青山師範学校（男子師範）と東京府女子師範学校が統合の上、官立（国立）移管され、「東京第一師範学校」（男子部・女子部）となる。

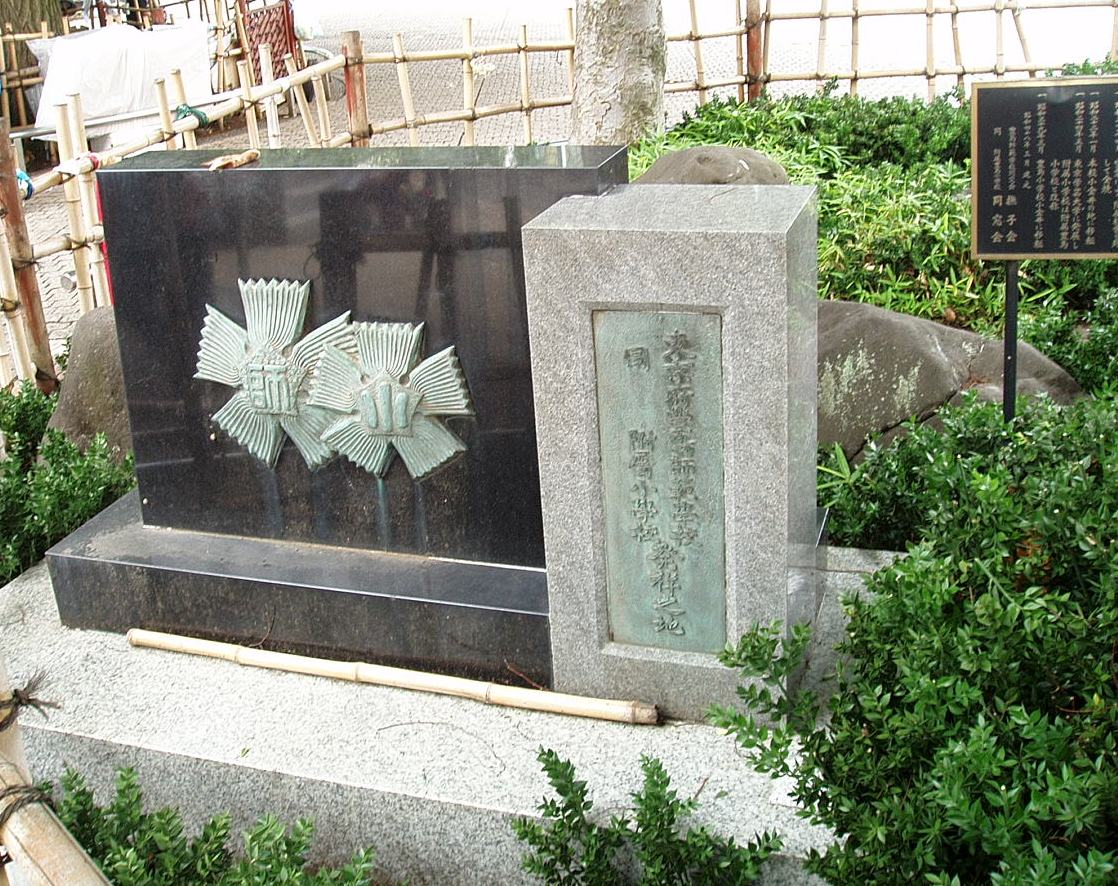
東京府豊島師範学校・同附属小学校発祥の地碑。後の東京第二師範学校

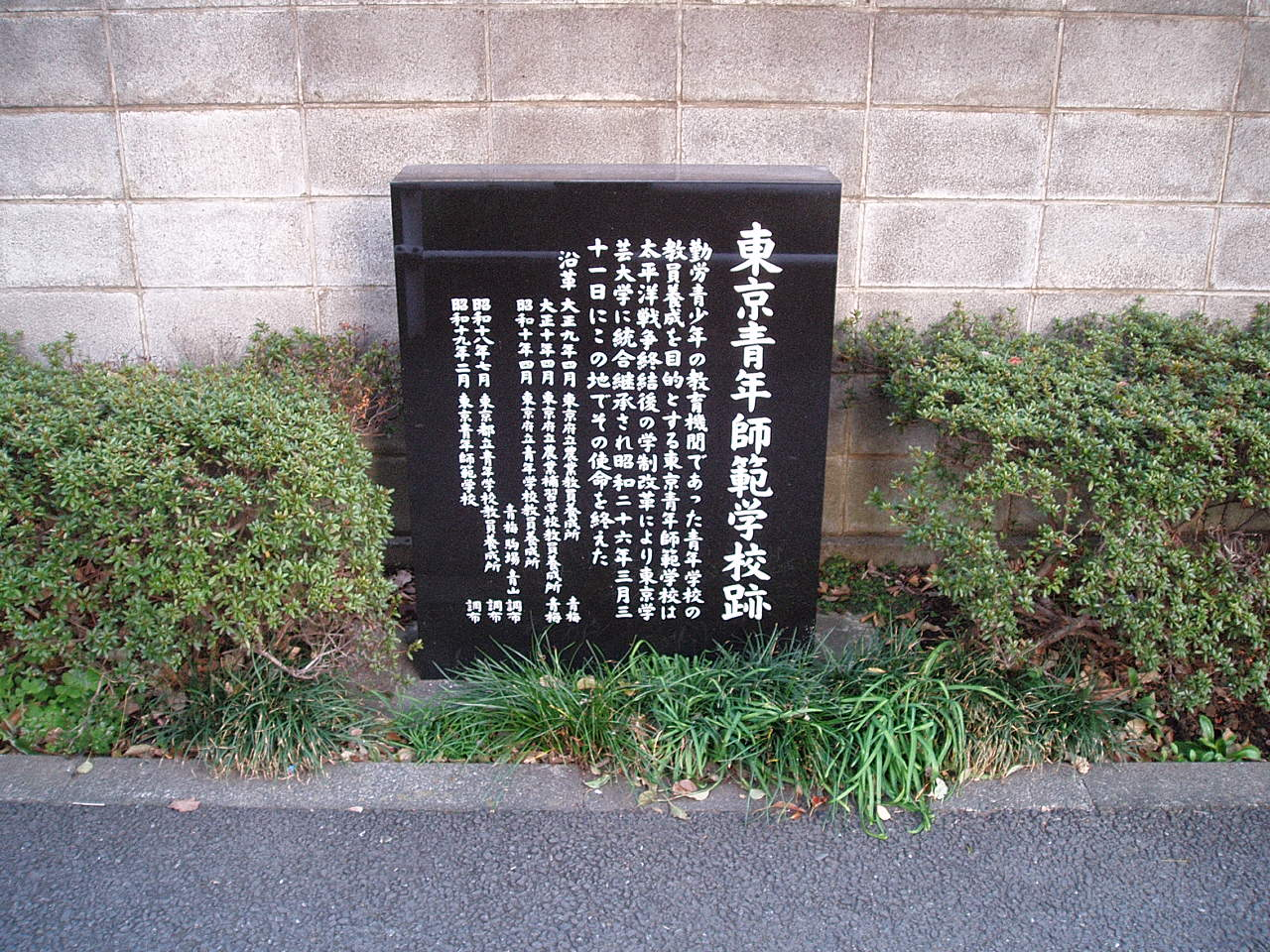
東京青年師範学校跡の碑（東京都調布市、電気通信大学西門脇）

東京第二師範学校 - 東京第二師範学校#沿革も参照。
- 1908年（明治41年）- 「東京府豊島師範学校」が設置される。（開校は翌年の4月）
- 1943年（昭和18年）
  - 4月 - 師範教育令の改正により、官立（国立）移管の上、「東京第二師範学校」（当初男子部のみ）となる。
  - 12月 - 女子部が設置される。（女子部の開校は翌年の4月）

- 1945年（昭和20年）3月 - 太平洋戦争下の空襲により附属小学校の校舎を残して全焼。
- 1946年（昭和21年）- 豊島区池袋から東京都北多摩郡小金井町（現・東京都小金井市）に移転。

東京第三師範学校 - 東京第三師範学校#沿革も参照。
- 1938年（昭和13年）- 「東京府大泉師範学校」が設置される。初の本科二部単独校であった。
- 1943年（昭和18年）- 師範教育令の改正により、官立（国立）移管の上、「東京第三師範学校」となる。

東京青年師範学校 - 東京青年師範学校#沿革も参照。
- 1920年（大正9年）- 「東京府立農業教員養成所」設置。
- 1921年（大正10年）- 「東京府立農業補習学校教員養成所」に改称。
- 1935年（昭和10年）- 青年学校令の施行により、「東京府立青年学校教員養成所」に改称。
- 1943年（昭和18年）7月1日 - 東京都制移行時に「東京都立青年学校教員養成所」に改称。
- 1944年（昭和19年）- 師範教育令の改正により、官立（国立）移管の上、「東京青年師範学校」となる。

### 東京学芸大学時代
- 1949年（昭和24年）5月31日 - 学制改革により、上記師範学校4校を母体として、新制大学「東京学芸大学」が発足し、学芸学部が設置される。
  - 師範学校の生徒募集は停止され、東京学芸大学 学芸学部としての生徒募集を開始。
  - 1948年（昭和23年）に師範学校へ最後に入学した生徒が卒業するまで、師範学校の名称は残されたままで存続。
  - 分散した師範学校の校舎に分校5校と分教場1か所を設置。
    - 「東京学芸大学 東京第一師範学校」- 男子部に世田谷分校、女子部に竹早分校を設置。
    - 「東京学芸大学 東京第二師範学校」- 男子部に小金井分校、女子部に追分分校を設置。
    - 「東京学芸大学 東京第三師範学校」- 大泉分校を設置。
    - 「東京学芸大学 東京青年師範学校」- 調布分教場を設置。
- 1951年（昭和26年）
  - 3月31日 - 師範学校4校が廃止される。調布分教場が廃止。
  - 4月1日 - 附属園・附属学校の名称から「○○師範学校」が除かれる（この時点で附属幼稚園1つ、附属小学校5つ、附属中学校5つ）。
    - 世田谷分校 - 附属世田谷小学校・附属世田谷中学校
    - 竹早分校 - 附属竹早小学校・附属竹早中学校・附属幼稚園
    - 小金井分校 - 附属豊島小学校・附属小金井中学校
      - 小金井に関しては附属小学校は豊島からまだ移転しておらず、附属中学校は小金井に開校したため、小学校と中学校の校名が異なっていた。

    - 追分分校 - 附属追分小学校・附属追分中学校
    - 大泉分校 - 附属大泉小学校・附属大泉中学校
- 1954年（昭和29年）4月1日 - 学芸専攻科が設置される。附属高等学校を設置。附属追分中学校を廃止し、附属竹早中学校に統合。

（この時点で附属幼稚園1つ。附属小学校5つ、附属中学校4つ、附属高等学校1つ〈世田谷・竹早の2校舎制〉）
- 1955年（昭和30年）3月31日 - 竹早分校と追分分校が廃止される。
- 1957年（昭和32年）4月1日 - 附属幼稚園小金井園舎を設置。
- 1959年（昭和34年）4月1日 - 附属小金井小学校が開校。
- 1960年（昭和35年）4月1日 - 附属養護学校が竹早に開校（1966年〈昭和41年〉に東久留米に移転）。
- 1961年（昭和36年）3月31日 - 附属追分小学校を廃止し、附属竹早小学校に統合。附属高等学校の校舎を統合し、世田谷に設置。
- 1964年（昭和39年）
  - 3月31日 - 世田谷分校と小金井分校が廃止される。附属豊島小学校が廃止され、附属小金井小学校に移転・統合される。
  - 4月1日 - キャンパスが小金井市に統合される。

（この時点で附属幼稚園1つ〈小金井と竹早の2園舎体制〉、附属小学校4つ、附属中学校4つ、附属高等学校1つ。附属養護学校1つ）
- 1966年（昭和41年）4月1日 - 学部名を学芸学部から「教育学部」に改称。学芸専攻科を教育専攻科に改称。大学院修士課程（教育学研究科）を設置。
- 1973年（昭和48年）4月1日 - 特殊教育特別専攻科を設置。
- 1974年（昭和49年）4月1日 - 附属高等学校大泉校舎を設置。
- 1988年（昭和63年）3月31日 - 教育専攻科を廃止。教員養成を目的としない教養系課程を設置。
- 1996年（平成8年）4月1日 - 大学院博士課程（大学院連合学校教育学研究科）を設置。
- 1997年（平成9年）4月1日 - 夜間大学院（総合教育開発専攻）を設置。
- 2000年（平成12年）4月1日 - 教育学部を改組。
- 2001年（平成13年）4月1日 - 大学院に短期特別コースを設置。
- 2004年（平成16年）4月1日 - 国立大学法人化。「国立大学法人 東京学芸大学」が発足。
- 2007年（平成19年）4月1日
  - 教育学部において課程・選修専攻の改編を実施。
  - 特殊教育特別専攻科を「特別支援教育特別専攻科」に改称。附属養護学校を附属特別支援学校に改称。
  - 附属大泉中学校と附属高等学校大泉校舎を統合し、附属国際中等教育学校を開設。

（この時点で附属幼稚園1つ〈小金井と竹早の2園舎制〉、附属小学校4つ、附属中学校4つ、附属高等学校1つ〈世田谷と大泉2校舎制〉、附属中等教育学校1つ、附属特別支援学校1つ）
- 2008年（平成20年）4月1日 - 教職大学院（教育実践創成専攻）を設置。
- 2009年（平成21年）3月31日 - 附属大泉中学校を廃止。
- 2012年（平成24年）3月31日 - 附属高等学校大泉校舎を廃止。（この時点で附属幼稚園1つ〈小金井と竹早の2園舎体制〉、附属小学校4つ、附属中学校3つ、附属高等学校1つ、附属中等教育学校1つ、附属特別支援学校1つ）

- 2019年（令和元年） 4月1日 - 大学院教育学研究科（修士課程）を改組。従来の教育学研究科修士課程を総合化・最先端化し、「次世代日本型教育システム研究開発専攻」と「教育支援協働実践開発専攻」の2専攻を創設[2]。
- 2022年（令和4年） 3月31日 - 学校法人辻料理学館と連携協定を締結し、キャンパス敷地内に専門学校の誘致を推進[3]。
- 2023年（令和5年）4月1日 - 教育学部の改組とそれに伴う学科の改称[4]。

## 基礎データ

### 所在地

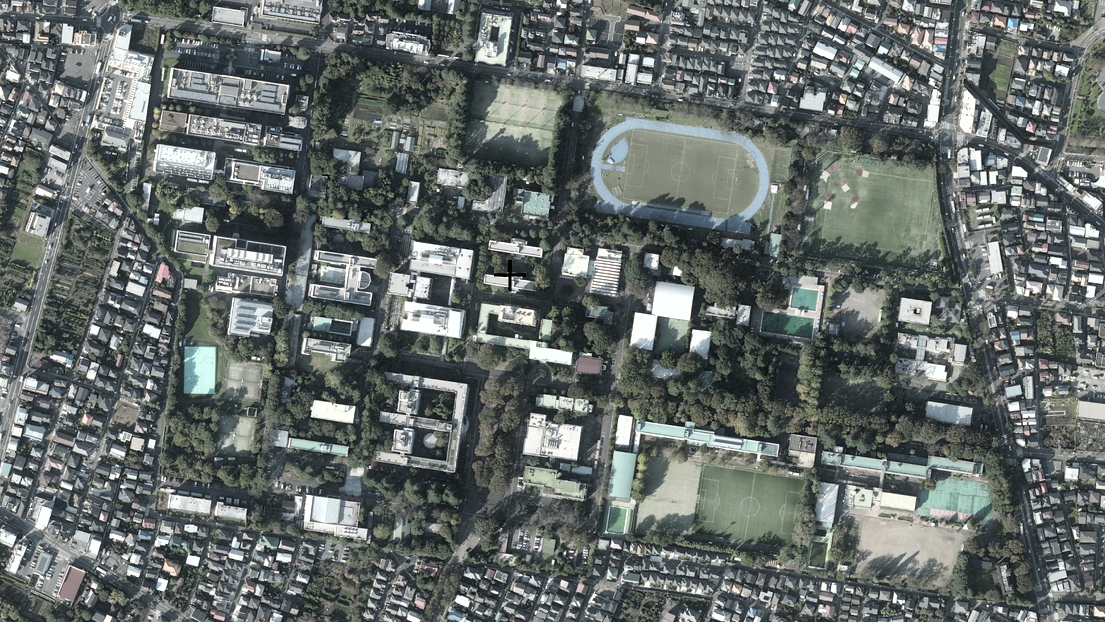
小金井キャンパス

- 小金井キャンパス：東京都小金井市貫井北町4-1-1[5]
- 附属学校の所在地として、東京都の世田谷区深沢と練馬区東大泉、文京区小石川、東久留米市がある（「#附属学校」）。

### 校章
獅子座と太陽のコロナをデザインしたものである。学生歌『若草もゆる』でも歌われているこのマークは、2009年（平成21年）の創立60周年にあたり、正式な校章として認定された。

### コミュニケーションマーク
「太陽」と「鳥」をモチーフにした、大学のフィロソフィーである「教育への情熱 知の創造」を象徴するデザイン。

## 組織

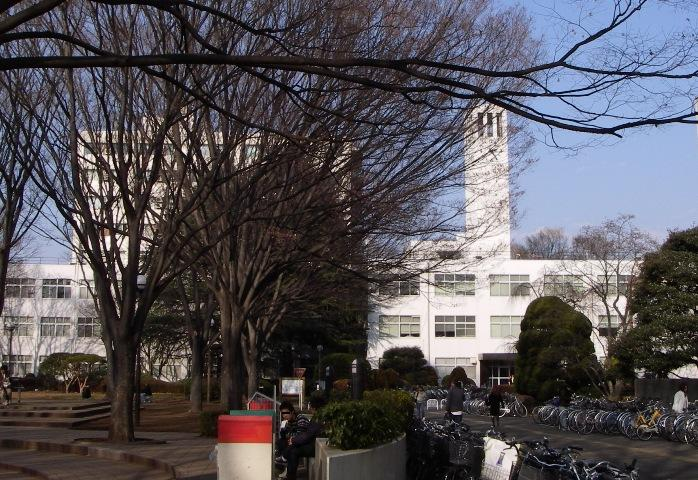
東京学芸大学

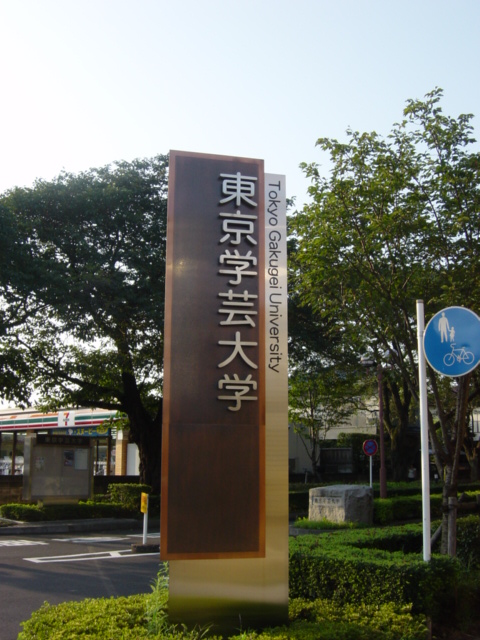
東京学芸大学入り口

単一学部ではあるが、1988年の大幅な改組では、従来通りの教員養成を目的とする「教育系」と、幅広い分野で活躍する人材育成を目指す「教養系」が設置された。2015年の改組では、教員養成を目的とする「学校教育系」と、教育現場の様々なニーズに応えうる人材の育成を目指す「教育支援系」に再編され、さらに2023年の改組では、「学校教育教員養成課程」と「教育支援課程」に再編された。学校教育教員養成課程は教員免許状の取得が卒業要件となっているが、教育支援課程は教員免許状の取得が卒業要件とはなっていない。
卒業時に授与される学位は、2015年以降の入学生は、全て「学士（教育）」。大学院修士課程では、通常は「修士（教育学）」であるが、所定の手続きを経ると「修士（学術）」とすることができる。博士課程では「博士（教育学）」または「博士（学術）」が授与される。
学内における教育研究以外にも、各研究分野の特徴を活かした公開講座・講習会が一般向けに開かれており、司書教諭講習や発達障害相談なども行っている。
2018年度をもって、大学院教育学研究科（修士課程）は縮小され、2019年度より教育学研究科（教職大学院）が拡充される。現職教員も含めた教育実践者の高度専門職育成としての重要な役割が期待されている。2023年度をもって、教育学部は改組され、初等教育専攻現代教育実践コース（学校教育プログラム，学校心理プログラム，国際教育プログラム，環境教育プログラムから成り、それぞれ同一名称の旧選修の後継にあたる）と中等教育専攻情報コース（初等教育教員養成課程情報教育選修は廃止）が新設された。なお、この改組による定員の変更はない。

### 教育学部
2023年以降の入学生
- 学校教育教員養成課程（4専攻27コース/4プログラム）
  - A類（初等教育専攻）（主に小学校教諭の養成を目的とする）
    - 国語コース
    - 社会コース
    - 数学コース
    - 理科コース
    - 音楽コース
    - 美術コース
    - 保健体育コース
    - 家庭コース
    - 英語コース
    - 現代教育実践コース
      - 学校教育プログラム
      - 学校心理プログラム
      - 国際教育プログラム
      - 環境教育プログラム

    - ものづくり技術コース
    - 幼児教育コース

  - B類（中等教育専攻）（主に中学校教諭・高等学校教諭の養成を目的とする）
    - 国語コース
    - 英語コース
    - 社会コース
    - 数学コース
    - 理科コース
    - 情報コース
    - 音楽コース
    - 美術コース
    - 保健体育コース
    - 家庭コース
    - 技術コース
    - 書道コース

  - C類（特別支援教育専攻）
    - 発達障害・学習障害系コース
    - 聴覚障害・言語障害系コース

  - D類（養護教育専攻）
    - 養護教育コース

- 教育支援課程（1専攻7コース）
  - E類（教育支援専攻）
    - 生涯学習・文化遺産教育コース
    - カウンセリングコース
    - ソーシャルワークコース
    - 多文化共生教育コース
    - 情報教育コース
    - 表現教育コース
    - 生涯スポーツコース

#### 2015年度以降2022年度までの入学生
- 学校教育系
  - A類（初等教育教員養成課程）（主に小学校教諭の養成を目的とする）
    - 国語選修
    - 社会選修
    - 数学選修
    - 理科選修
    - 音楽選修
    - 美術選修 公式サイト
    - 保健体育選修
    - 家庭選修 公式サイト
    - 英語選修（2007年4月、新規開設）
    - 学校教育選修 - 学校教育学、教育心理学、理論教育学などの研究・教育を行うことを目的とする。
    - 学校心理選修 公式サイト（2007年4月、学校教育選修から分離）
    - 国際教育選修 - 帰国子女教育や各国別比較教育史を始めとする様々な国際教育について研究する。（2010年度、K類から移動）
    - 情報教育選修（2010年度、新規開設）
    - 環境教育選修（2015年度、Ｆ類から移動）
    - ものづくり技術選修（2015年度、新規開設）
    - 幼児教育選修 公式サイト （2007年4月、幼稚園選修から名称変更）

  - B類（中等教育教員養成課程）（主に中学校教諭・高等学校教諭の養成を目的とする）
    - 国語専攻
    - 社会専攻（中学校社会、高等学校地理歴史・公民）
    - 数学専攻
    - 理科専攻
    - 音楽専攻
    - 美術専攻 公式サイト
    - 保健体育専攻
    - 家庭専攻 公式サイト
    - 技術専攻（中学校技術、高等学校工業）
    - 英語専攻
    - 書道専攻

  - C類（特別支援教育教員養成課程）（2007年4月、障害児教育教員養成課程から名称変更）（主に特別支援学校、特別支援学級、通級指導教室等の教員の養成を目的とする）
    - 聴覚障害教育専攻
    - 言語障害教育専攻
    - 発達障害教育専攻
    - 学習障害教育専攻

  - D類（養護教育教員養成課程）（2007年4月、新規開設）
    - 養護教育専攻 公式サイト

- 教育支援系
  - E類（教育支援課程）
    - 教育支援専攻
      - 生涯学習コース
        - 生涯学習サブコース - 生涯教育学
        - 文化遺産教育サブコース - 文化財科学

      - カウンセリングコース - 心理学、臨床心理学 公式サイト
      - ソーシャルワークコース - 社会福祉
      - 多文化共生教育コース 公式サイト
        - 多言語多文化サブコース - 外国語、文化など
        - 地域研究サブコース - 社会科学

      - 情報教育コース - 情報工学、情報科学、教育学など 公式サイト
      - 表現教育コース - 芸術（演劇、映像、音楽、美術、パフォーマンス・アート、文学など）
      - 生涯スポーツコース - スポーツ科学・体育学、運動学、健康科学など

#### 2014年度以前の入学生
- 教育系
  - A類（初等教育教員養成課程）
    - 国語選修
    - 社会選修
    - 数学選修
    - 理科選修
    - 音楽選修
    - 美術選修
    - 保健体育選修
    - 家庭科選修
    - 英語選修
    - 学校教育選修
    - 学校心理選修
    - 国際教育選修
    - 日本語教育選修（2015年度、A類国語に統合）
    - 情報教育選修
    - ものづくり教育選修
    - 幼児教育選修

  - B類（中等教育教員養成課程）
    - 国語専攻
    - 社会専攻
    - 数学専攻
    - 理科専攻
    - 音楽専攻
    - 美術専攻
    - 保健体育専攻
    - 家庭科専攻
    - 英語専攻
    - 技術専攻
    - 書道専攻

  - C類（特別支援教育教員養成課程）
  - D類（養護教育教員養成課程）
    - 養護教育専攻

- 教養系
  - N類（人間社会科学課程）（2007年4月、人間福祉課程から名称変更）
    - 生涯学習専攻（2007年4月、L類学習社会文化専攻から移動、名称変更）
    - カウンセリング専攻 - 狭義のカウンセリングはもとより、心理学が扱う様々な人間関係の事象を研究。
    - 総合社会システム専攻 - 分断的に取り扱われがちな社会科学の個別の学問を統合して、政治学、経済学、社会学、社会福祉学などを広く学ぶことができる。

  - K類（国際理解教育課程）
    - 多言語多文化専攻 - 多文化主義の浸透するグローバル化社会において、一社会に多言語や多文化が存在する社会のあり方を研究する
    - 日本研究専攻 - 日本の歴史、宗教、民俗、地理、社会を体系的に学び、研究。いわゆる国際社会の一要素としての日本という客観的存在として、日本を地域研究の対象としている。
    - アジア研究専攻 - アジア、とりわけ東アジア文化圏地域の歴史、地理、民俗、文化などの地域研究を行う。
    - 欧米研究専攻 - ヨーロッパ地域およびアメリカ・オーストラリア地域などの西洋世界における歴史、地理、政治、社会、経済、文学、文化などを体系的に学ぶ。また分析概念として国際関係論を研究していることも特長。

  - F類（環境総合科学課程）
    - 環境教育専攻 - 環境という一つの生態的・社会的システムを文理横断的・学際的な見地から考察・研究する。
    - 自然環境科学専攻 - 自然において生起する様々な現象を物理学、化学、生物学、地球科学の視点から探求する。
    - 文化財科学専攻 - 文化財の保存科学、修復方法、歴史的・考古学的意義を研究。

  - J類（情報教育課程）
    - 情報教育専攻 - 新教育課程によって成立した高等学校教諭（情報）の教員養成はもとより、コンピューターやメディアにおける技術的・社会的問題を研究。

  - G類　芸術文化課程
    - 音楽専攻 - 狭義の教員養成にとらわれず、広く芸術としての音楽の研鑽を目指す。
    - 美術専攻 - 狭義の教員養成にとらわれず、広く芸術としての美術の研鑽を目指す。
    - 書道専攻 - 狭義の教員養成にとらわれず、広く芸術としての書道・書芸の研鑽を目指す。
    - 表現コミュニケーション専攻 - ダンス・舞踊・演劇など人間の身体的表現方法について理論的に研究
    - 生涯スポーツ専攻（2007年4月、L類から異動）
    - L類（生涯学習課程）（2007年4月、廃止）

### 研究科・専攻科

#### 教育学研究科（修士課程）[7]

##### 2019年以降の入学生
- 次世代日本型教育システム開発専攻
- 教育支援協働実践開発専攻
  - 教育AI研究プログラム
  - 臨床心理学プログラム
  - 教育協働研究プログラム

##### 2019年以前の入学生
- 学校教育専攻
  - 学校教育コース
  - 幼児教育コース
- 学校心理専攻
  - 学校心理コース
  - 臨床心理コース
- 特別支援教育専攻
  - 特別支援教育コース
  - 発達障害コース
  - 支援方法コース
- 家政教育専攻
  - 家庭科教育コース
  - 生活科学コース
- 国語教育専攻
  - 国語科教育コース
  - 日本文学コース
  - 中国古典学コース
  - 日本語学コース
  - 日本語教育コース
- 英語教育専攻
  - 英語科教育コース
  - 英語学・英米文学文化コース
- 社会科教育専攻
  - 社会科教育コース
  - 地理学コース
  - 歴史学コース
  - 哲学・倫理学コース
  - 法学・政治学コース
  - 経済学コース
  - 社会学コース

- 数学教育専攻
  - 数学科教育コース
  - 数学コース
- 理科教育専攻
  - 理科教育コース
  - 物理学コース
  - 化学コース
  - 生物学コース
  - 地学・環境科学コース
- 技術教育専攻
  - 技術科教育コース
  - 技術科学コース
- 音楽教育専攻
  - 音楽科教育コース
  - 音楽コース
- 美術教育専攻
  - 美術科教育コース
  - 美術コース
  - 総合美術コース
  - 書道教育コース
- 保健体育専攻
  - 体育科教育コース
  - 体育学コース
  - 運動学コース
  - 健康・生涯スポーツコース
- 養護教育専攻
  - 養護教育コース

- 総合教育開発専攻
  - 生涯教育コース
  - 国際理解教育コース
    - 多言語多文化教育サブコース
    - 地域研究教育サブコース

  - 情報教育コース
  - 環境教育コース
    - 環境教育サブコース
    - 文化遺産教育サブコース

  - 表現教育コース

- 教育実践創成専攻（教職大学院、2008年4月開設）

#### 連合学校教育学研究科（博士後期課程）
- 学校教育学専攻
  - 教育構造論講座
  - 教育方法論講座
  - 発達支援講座
  - 言語文化系教育講座
  - 社会系教育講座
  - 自然系教育講座
  - 芸術系教育講座
  - 健康・スポーツ系教育講座
  - 生活・技術系教育講座

#### 特別支援教育特別専攻科
主として現職教員らを対象とし、修業年限は1年。

### 研究組織
以下は東京学芸大学教育学部運営規程による。
- 総合教育科学系（旧称:第一部）
  - 教育学講座
    - 学校教育学分野
    - 生涯教育学分野
    - 幼児教育学分野

  - 教育心理学講座
    - 学校心理学分野
    - 臨床心理学分野

  - 特別支援科学講座
    - 特別ニーズ教育分野
    - 発達障害学分野
    - 支援方法学分野

  - 生活科学講座 
    - 家庭科教育学分野
    - 生活科学分野

- 人文社会科学系（旧称:第二部）
  - 日本語・日本文学研究講座
    - 国語科教育学分野
    - 日本語学・日本文学分野
    - 中国古典学分野
    - 日本語教育学分野

  - 外国語・外国文化研究講座
    - 英語科教育学分野
    - 英語学・英米文学・文化研究分野
    - ヨーロッパ言語・文化研究分野
    - アジア言語・文化研究分野

  - 人文科学講座
    - 社会科教育学分野
    - 地理学分野
    - 歴史学分野
    - 哲学・倫理学分野
    - 地域研究分野

  - 社会科学講座 
    - 法学・政治学分野
    - 経済学分野
    - 社会学分野
    - 社会システム分野

- 自然科学系（旧称:第三部）
  - 数学講座
    - 数学科教育学分野
    - 数学分野

  - 基礎自然科学講座
    - 理科教育学分野
    - 物理科学分野
    - 分子化学分野

  - 広域自然科学講座
    - 生命科学分野
    - 宇宙地球科学分野
    - 環境科学分野
    - 文化財科学分野

  - 技術・情報科学講座
    - 技術科教育学分野
    - 技術科学分野
    - 情報科学分野

- 芸術・スポーツ科学系（旧称:第四部）
  - 音楽・演劇講座
    - 音楽科教育学分野
    - 音楽分野
    - 演劇分野

  - 美術・書道講座
    - 美術科教育学分野
    - 美術分野
    - 書道分野

  - 健康・スポーツ科学講座
    - 体育科教育学分野
    - 体育学分野
    - 運動学分野
    - 健康科学分野

  - 養護教育講座
    - 養護教育分野

### 附属図書館・センター・施設
- 附属図書館
- 教育インキュベーションセンター
- 教育実践研究支援センター
  - 教育臨床研究部門
  - 教育実習指導部門
  - 情報教育支援部門
  - 特別ニーズ教育支援部門
  - 生涯発達支援部門
  - 環境教育研究センター
- 留学生センター
- 国際教育センター
- 教員養成カリキュラム開発研究センター
- 保健管理センター
- 情報処理センター
- 理科教員高度支援センター
- 学生相談センター
- 学生キャリア支援センター
- 障がい学生支援室
- 教員養成開発連携センター
- 放射性同位元素総合実験施設
- 有害廃棄物処理施設
- 20周年記念飯島同窓会館（国立大学法人化前は「20周年記念館」）

### 附属学校

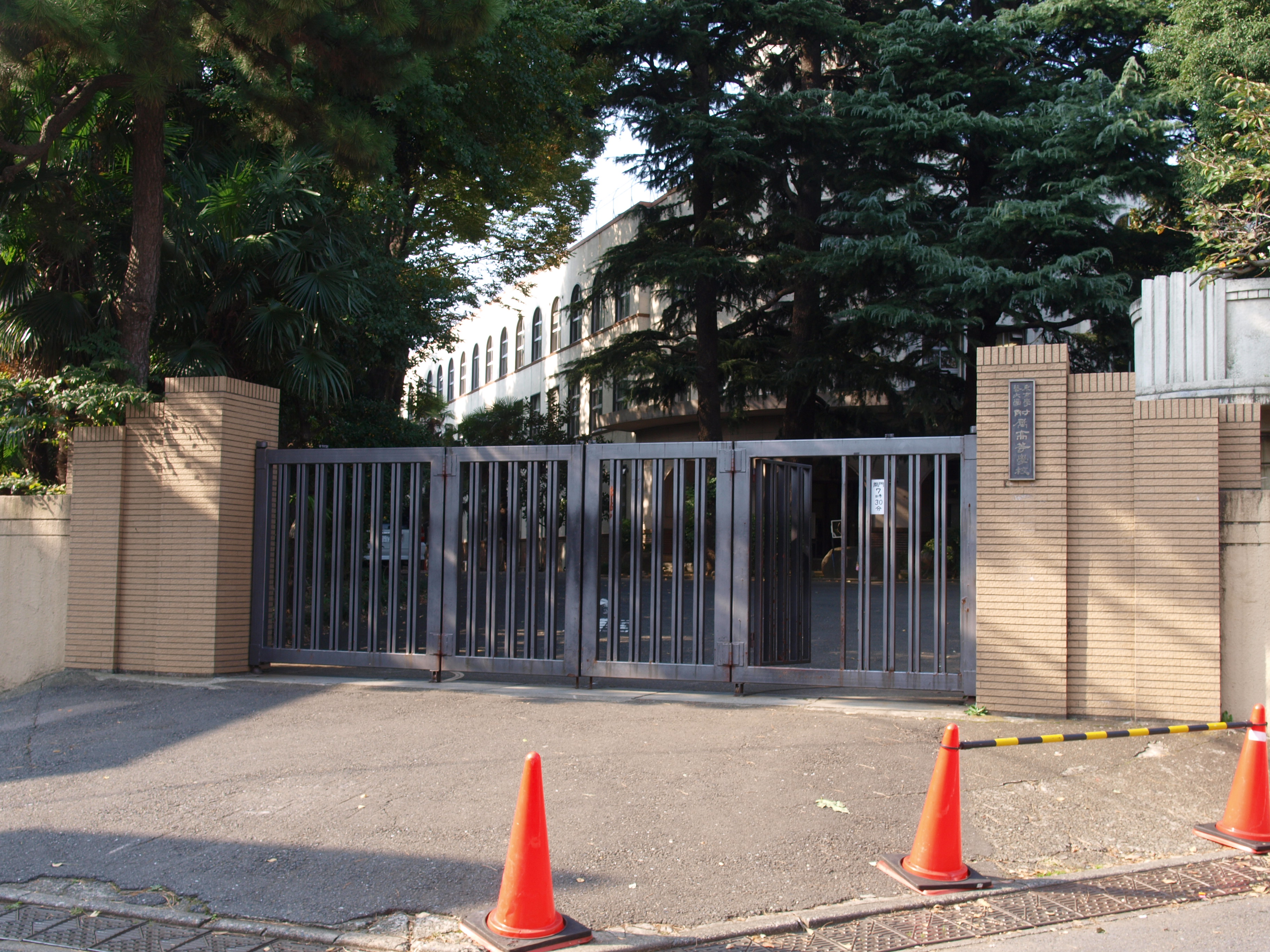
附属高等学校

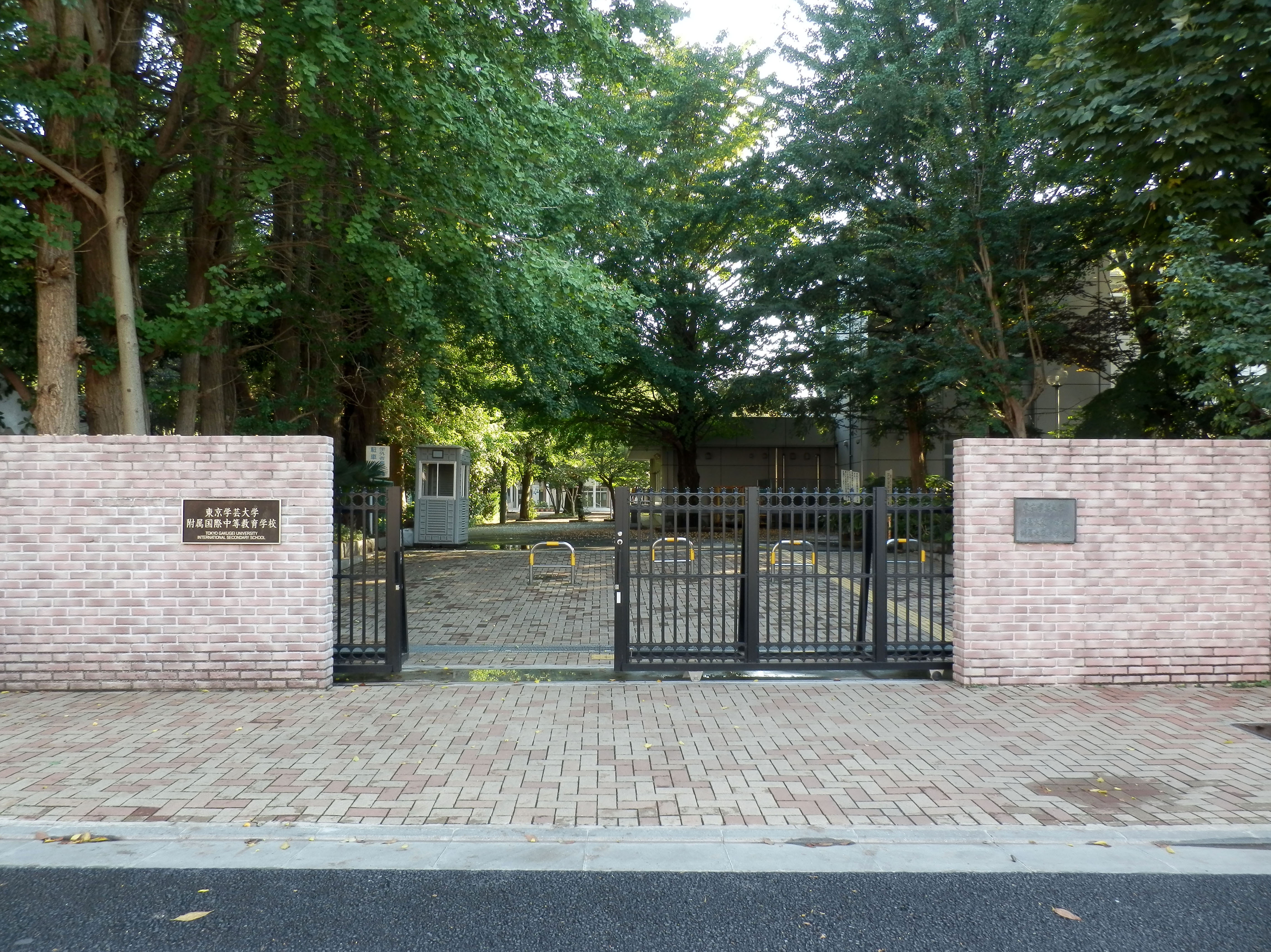
附属大泉小学校
附属国際中等教育学校

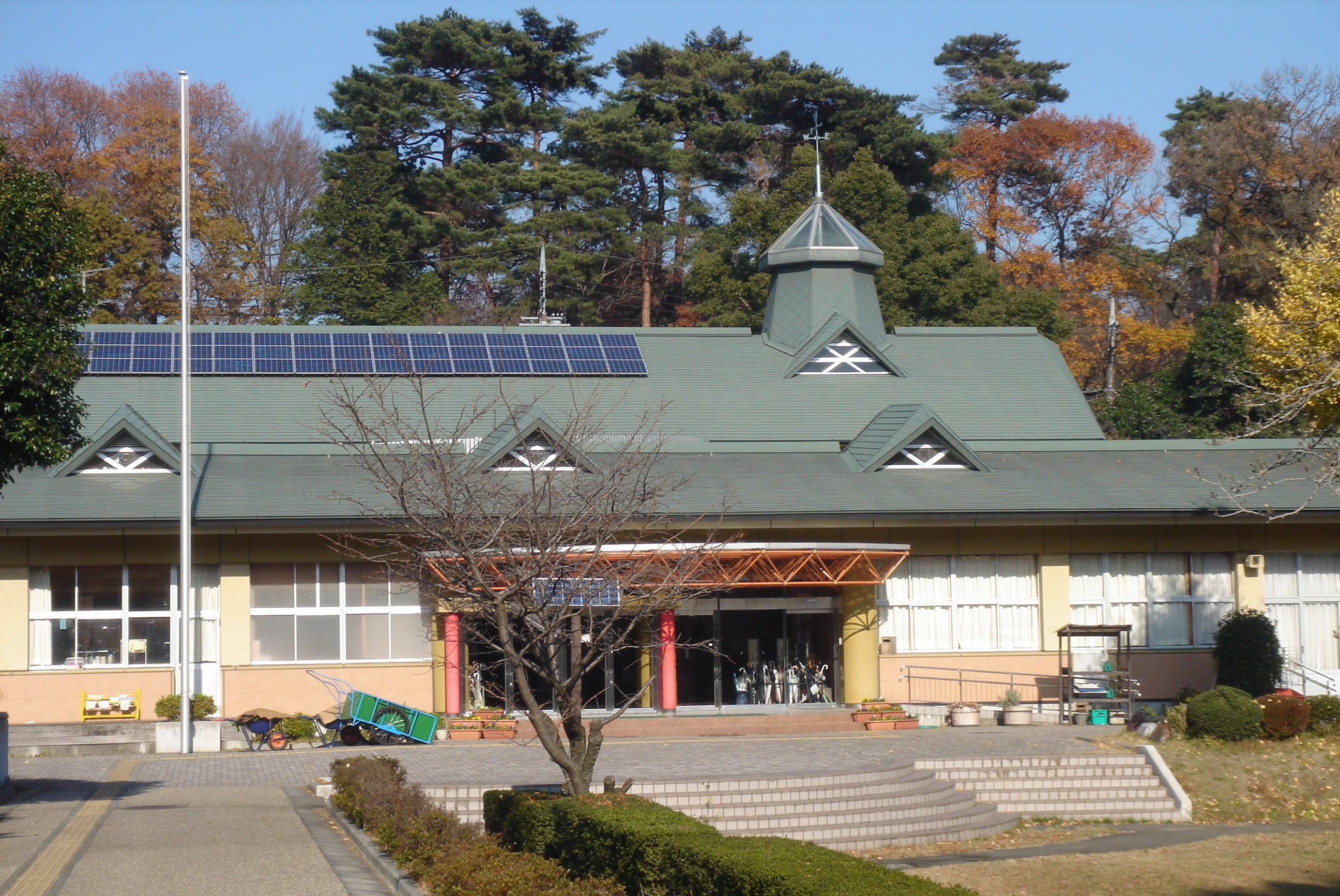
附属特別支援学校

幼稚園（1園2園舎）
- 東京学芸大学附属幼稚園小金井園舎
- 東京学芸大学附属幼稚園竹早園舎

小学校（4校）
- 東京学芸大学附属世田谷小学校
- 東京学芸大学附属小金井小学校
- 東京学芸大学附属大泉小学校
- 東京学芸大学附属竹早小学校

中学校（3校）
- 東京学芸大学附属世田谷中学校
- 東京学芸大学附属小金井中学校
- 東京学芸大学附属竹早中学校

高等学校（1校）
- 東京学芸大学附属高等学校

中等教育学校（1校）
- 東京学芸大学附属国際中等教育学校

2007年（平成19年）附属大泉中学校と附属高等学校大泉校舎を統合する形で設置。
附属大泉中学校は2009年（平成21年）3月に、附属高等学校大泉校舎は2012年（平成24年）3月に閉校した。
特別支援学校（1校）
- 東京学芸大学附属特別支援学校

## 対外関係

### 国内他大学との連携

#### 多摩地区国立五大学単位互換制度
1997年10月から、以下の5国立大学の間で単位互換制度を実施している。いずれも、多摩地区にある国立大学であり、地理的に近く、単位互換など教育援助システムを確立している。
- 東京学芸大学
- 一橋大学
- 東京農工大学
- 電気通信大学
- 東京外国語大学

#### 多摩地区国立五大学附属図書館相互利用協定[8]
2003年10月から、以下の5国立大学間での附属図書館の相互利用が実施されている。学部生や大学院生は学生証を，教職員は身分証明書を来館受付時に提示することで，資料の閲覧・文献複写などのサービスを受けることが出来る。締結前は，閲覧依頼状（紹介状）などが必要であった。なお，大学院生及び教職員は，それぞれ学生証，身分証明書を提示することで全ての国立大学附属図書館を利用することが出来る。
- 東京学芸大学
- 東京外国語大学
- 電気通信大学
- 東京農工大学
- 一橋大学

#### HATOプロジェクト
国立の大規模教員養成系単科大学である北海道教育大学（H）、愛知教育大学（A）、東京学芸大学（T）、大阪教育大学（O）を中心に、教員養成教育が共通して抱える諸課題を協働して解決できる体制を整備し、全国の教員養成大学・学部等とのネットワーク化を図るとともに、日本における教員養成の質保証と高度化を支援するシステムを構築することを目指すプロジェクト。2012年より文部科学省の国立大学改革強化推進補助金に採択された。通称「HATO プロジェクト」、正式名称は「大学間連携による教員養成の高度化支援 システムの構築－教員養成ルネッサンス・HATOプロジェクト」。
- 北海道教育大学
- 愛知教育大学
- 東京学芸大学
- 大阪教育大学

#### 連合学校教育学研究科
大学院博士課程を設置する概算要求が出たのは、修士課程設置から8年後の1974年（昭和49年）のことである。1992年12月に連合大学院構想をまとめる。以下の大学の教育学部（教育人間科学部）および教育学研究科（修士課程）を母体として構成される連合大学院、「東京学芸大学大学院連合学校教育学研究科」（博士課程）が1996年（平成8年）4月設置された。
- 東京学芸大学
- 埼玉大学
- 千葉大学
- 横浜国立大学

#### 教員養成高度化のための連携協定
東京学芸大学では、学部における教員養成教育と大学院教育学研究科教育実践専門職高度化専攻（教職大学院）との有機的な接続を図り、教員養成の高度化を進めるべく、「次世代学校リーダー養成コース《東京学芸大学の学生対象》」と「大学間連携コース《連携協定校（本学含む）の学生対象》」を設け教員養成高度化プロジェクトとして推進している。次の3点を主な意義として連携協定を締結した。⑴大学間の学部レベルと大学院レベルの連携を通じた教員養成の高度化，開放制を基礎とした教職課程，⑵教員養成を主眼とした学士課程、高度専門職業人の育成を担う専門職学位課程の協働，⑶国立・私立大学の枠組みを超えた教師教育の高度化を進める教育プログラムの共有化。連携協定を締結した大学は次の通りである(2021年3月時点)。
- 東京学芸大学
- 東京外国語大学
- 慶応義塾大学
- 上智大学
- 東京理科大学
- 立教大学
- 中央大学
- 学習院大学
- 文教大学
- 明星大学
- 順天堂大学
- 国立音楽大学

### 地方自治体との連携

#### さいたま市とのIB教育協定
さいたま市と国際バカロレア（IB）教育を強化するための協定を2020年3月10日締結。

#### 東京都教育委員会との連携協定
都立高校における大学及びその後の社会・職業を見据えた教育活動の充実や都立高校における高校教育と東京学芸大学における大学教育の円滑な接続、東京都教育委員会が有する教育資源を活用した実践的教育活動の充実，東京学芸大学が実施する高校教育に関する学術的研究の推進などを目的とした協定。また，将来の管理職の計画的養成を視野に、東京学芸大学教員を教育委員会に長期間派遣し，学校現場等の動向を知るとともに、現職教員研修のニーズを探るなどの取組もしている。

#### 先端教育人材育成推進機構の研究開発に携わる協定
2022（令和4）年度に東京学芸大学は先端教育人材育成推進機構機構を新設予定。同機構が取り組む対話型の授業研究法や高校での学びの実現につながる授業モデル、教員育成指標などの研究開発に対し、協定を締結した都道府県教委は教育現場の実践や課題を共有する。機構は現場の意見や実情を踏まえて、教育プログラムを開発。今後協定を結ぶ予定の各都道府県教委や大学、教育関係の企業、機関とネットワークを構築し成果を普及する。現在協定を締結している都道府県は以下の通り（2022年1月時点）。
- 福島県[15]
- 栃木県
- 埼玉県
- 岩手県[16]

### 企業等との連携

#### Explayground事業
公教育におけるオープンイノベーションを進めるため，Mistletoe Japan合同会社と包括的事業協定を締結。両者で設立した一般社団法人東京学芸大Explayground推進機構を核として，産官学民の協働的な取り組みを促進するプラットフォーム「Explayground（エクスプレイグラウンド）」の運営と、教育におけるオープンイノベーションを先導的に進めるとともに、大学/教育行政/学校等の公共組織と企業との連携/協働、芸術/スポーツ分野の教育研究などを行う。拠点となる施設は住友林業株式会社から寄贈されている。
- Mistletoe Japan合同会社 (ファウンダーは、ソフトバンクグループ創業者孫正義の実弟である孫泰蔵)

#### 未来の学校みんなで創ろう。プロジェクト
東京学芸大学、同大学附属学校の現場教員と企業および教育委員会が密に連携していくことによって、構想をすぐに学校や授業で実験していくことに取り組む。日本初の産官学連携の学校システム改革チーム。誰もが「好きに、挑む」ことができる未来の学校モデルの開発に挑戦することをテーマとして，Society 5.0に向けて日本の既存の「学校像」を抜本的に変革していくことを目指す。
- 現場教員
  - 東京学芸大学附属学校（竹早地区）教員

- 参加予定の主な教育委員会
  - 岩手県山田町教育委員会
  - 岡山県津山市教育委員会　等
- 参加予定の主な企業
  - 株式会社内田洋行
  - 株式会社学研教育みらい
  - 株式会社カモマン
  - コクヨ株式会社
  - ジブラルタ生命保険株式会社
  - tanQ株式会社
  - 認定特定非営利活動法人Teach For Japan
  - 株式会社出島プランニング
  - 特定非営利活動法人東京学芸大こども未来研究所
  - 凸版印刷株式会社
  - 株式会社日本能率協会マネジメントセンター
  - 日本電気株式会社
  - 株式会社NOLTYプランナーズ
  - 株式会社博報堂
  - 東日本電信電話株式会社
  - 株式会社FIREBUG
  - 株式会社Five for
  - Mistletoe Japan合同会社
  - 一般財団法人三菱みらい育成財団
  - 株式会社リクルートマーケティングパートナーズ　等

#### 高等学校における授業および教師教育モデルの開発・普及プロジェクト(次世代教育研究推進機構)
東京学芸大学次世代教育研究推進機構が，全国の高等学校において探究的な学びを実現するために、教科において育成すべき資質・能力に焦点化した授業および、教科横断型の探究プログラムの開発とその教師教育モデルの開発を行うことを目的として2021年4月、このプロジェクトを立ち上げた。高等学校における各教科の学びが知識伝達型になる原因の1つに、生徒や先生に大きな影響を与える大学入試の存在がある。難関大学ほど思考力重視の入試が行われており、また大学入学共通テストが導入される等、大学入試にも変化がみられる。そこでZ会グループは、「大学入試」と「探究的な学び」を二項対立でとらえるのではなく、大学入試への対策としても有効であり、かつ探究的な学びとしても有効である授業モデルを開発するために、高校探究プロジェクト（各教科部門）にアドバイザーとして参画する運びとなった。教育系大学および大学院として日本最大の規模を誇る東京学芸大学と、入試に対する知見や教材開発力を有するZ会グループがタッグを組み、教室の主役である先生と力をあわせて、高校教育を変える授業モデルの開発に取り組んでいくという。

### 海外大学間交流・協定大学
- アジア
  -  台湾
    - 国立台湾大学 (2002.12.13)
    - 国立台湾師範大学 (2005.10.19)
    - 国立台中教育大学 (2008.3.27)

  -  中国
    - 北京師範大学 (1995.6.19)
    - 東北師範大学 (1996.9.4)
    - 蘇州大学 (1999.3.8)
    - 香港中文大学 (1999.11.1)
    - 華東師範大学 (2002.9.6)
    - 上海師範大学 (2003.10.15)
    - 香港教育大学 (2009.5.26)
    - 華中師範大学 (2009.7.16)
    - 南京師範大学 (2009.8.17)
    - 湖南師範大学 (2009.8.20)
    - 北京外国語大学 (2016.2.19)

  -  韓国
    - 新羅大学校 (1995.6.26)
    - 全南大学校 (1997.10.28)
    - 公州大学校 (1998.3.27)
    - 京畿大学校 (2002.3.22)
    - ソウル教育大学校 (2003.10.2)
    - 忠南大学校 (2004.1.30)
    - 京仁教育大学校 (2008.10.27)
    - 清州教育大学校 (2009.4.1)
    - 済州大学校 (2009.4.21)
    - 韓国国立伝統文化学校 (2009.5.13)
    - ソウル大学校師範大学 (2014.11.6)

  -  モンゴル
    - モンゴル国立教育大学 (2007.6.18)
    - モンゴル国立大学 (2007.7.5)

  -  フィリピン
    - フィリピン教育大学 (2006.3.17)

  -  ベトナム
    - ベトナム国家大学ハノイ校人文社会科学大学 (2015.8.6)
    - ベトナム国家大学ハノイ校外国語大学 (2016.11.28)

  -  インドネシア
    - インドネシア教育大学 (2006.2.23)

  -  タイ
    - ラジャバト大学プラナコン (1998.2.23)
    - タンマサート大学 (2000.10.24)
    - シラパコーン大学 (2000.10.27)
    - コンケン大学 (2015.3.10)

  -  インド
    - アグハルカル研究所 (2017.2.28)
- オセアニア
  -  オーストラリア
    - キャンベラ大学 (1995.3.24)
    - 西シドニー大学 (1997.4.18)
    - モナッシュ大学 (2019.2.12)
- ヨーロッパ
  -  イギリス
    - ロンドン大学東洋アフリカ研究学院

  -  フランス
    - フランス国立東洋言語文化学院 (1997.6.3)
    - パリ・ディドロ大学 (2016.7.29)
    - オルレアン大学 (2016.10.19)
    - グルノーブル・アルプ大学 (2017.11.6)
    - トゥールーズ・ジャン・ジョレス大学

  -  ドイツ
    - トリア大学 (1997.4.17)
    - ハイデルベルク大学 (1999.3.25)
    - ミュンヘン音楽・演劇大学 (2004.9.27)
    - フリードリヒ・アレクサンダー大学エアランゲン＝ニュルンベルク (2005.1.19)
    - ハンブルク大学アジア・アフリカ研究所 (2008.12.15)

  -  ポーランド
    - ヤギェウォ大学 (2008.9.5)

  -  スウェーデン
    - ヨーテボリ大学 (2000.10.4)
    - ウメオ大学教育学部 (2009.9.24)
- アフリカ
  -  エジプト
    - アスワン大学 (2018.10.11)

  -  タンザニア
    - ダルエスサラーム大学教育学部 (2006.2.20)
- アメリカ
  -  アメリカ合衆国
    - カーセジ大学 (1996.6.7)
    - ボール州立大学(1998.10.6)
    - ハワイ大学ヒロ校 (2002.6.28)
    - ブリッジウォーター州立大学 (2016.2.22)
    - ニューヨーク州立大学コートランド校 (2017.2.23)
    - ミシガン州立大学教育学部 (2017.11.3)
    - セントラル・ワシントン大学(2019.6.17)

  -  メキシコ
    - チアパス州立芸術科学大学 (2013.7.16)

## 不祥事

### 同大附属高等学校で起きた「いじめ」事案の国への報告の怠慢
2016年11月に、同大附属高等学校の生徒間において「いじめ」事案が発生してた事実を認識しながらも，国への報告を怠っていた問題が発覚。その後の調査によると，生徒間のいじめは2015年5月から9月にかけて行われいた。学校側は同年9月に保護者からの申し出を受けて一部の関係者から聞き取りを行ったが、調査内容が不十分であったため、その時点でいじめ防止対策推進法に基づく「生徒の心身に危険が及ぶ重大事態」に該当するものであったにも拘わらず文部科学省への報告が翌年3月まで半年間遅れた。学校側は対応が不適切だったとして、その後に当時の校長や担当の副学長ら4人を戒告の懲戒処分にしたほか、既に退職した1人を戒告相当にした。さらに，このような問題が発覚した翌月（2016年12月）には，全国の国立大学や附属学校の代表が集まり、いじめの撲滅を目指す協議会が開かれた。なお，幼稚園から高校まで250以上ある国立大学の附属学校が、いじめについての協議会を開くのは今回が初めてであった。
このような問題を受けて翌年（2017年6月）、文部科学省の有識者会議・国立大学法人評価委員会は8つある評価分野の一つである「業務運営」の分野において同大学には「重大な改善事項がある」（5段階中の最低評価）と指摘している。

### 同大教員による学生に対するアカデミックハラスメント
2017年9月、就活を妨害するなどアカデミックハラスメント行為を繰り返したとして、50代の男性教授を8月30日付で諭旨解雇処分にし、9月11日に辞職した。被害を受けた学生は精神疾患を発症し、働くことが困難となっている。